# Campeonato Mundial de Polo de 2026
El Campeonato Mundial de Polo de 2026 será la XIII edición del torneo de selecciones más prestigioso del mundo. Organizado por la Federación Internacional de Polo (FIP), se disputará en Dubái, Emiratos Árabes Unidos, entre el 6 y el 20 de diciembre de 2026, siendo la primera vez que este campeonato mundial se disputa en Asia.
Un total de ocho selecciones participarán en este torneo. Las selecciones de España y la local se encuentran clasificadas automáticamente, por ser el campeón defensor y la selección anfitriona, respectivamente. El resto de los equipos participantes saldrán de la clasificatorias respectivas, las que son las siguientesː
- Zona "A": Zona Centroamericana, Norteamericana y del Caribe.
- Zona "B": Zona Sudamericana.
- Zona "C": Zona Europea.
- Zona "D": Zona del Sudeste Asiático y Oceanía.
- Zona "E": Zona de África, Oriente Medio, India y Paquistán.

Este mundial se disputará en las canchas de los clubes de polo Ghantoot, Al Habtoor, Desert Palm y Dubái. La selección local jamás ha participado en una edición del mundial por lo que Mohammed Al Habtoor, Secretario General del Consejo Deportivo de Dubái, explicó que la preparación del equipo nacional de polo de los Emiratos Árabes Unidos será de acuerdo a un ambicioso plan que incluye entrenamiento externo en Argentina, Inglaterra y España para mejorar las habilidades y la clasificación de los jugadores durante los próximos años.